# Circolo Bavarese

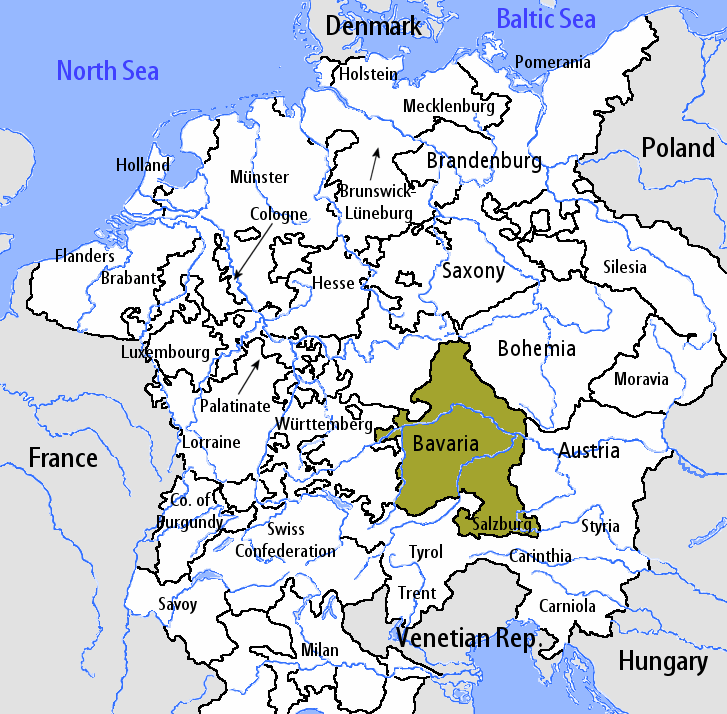
Mappa delle Province Imperiali all'inizio del XVI sec. La Provincia Bavarese è indicata in verde.

Il Circolo bavarese (in tedesco Bayerischer Reichskreis) fu un Circolo Imperiale del Sacro Romano Impero costituito tra gli ultimi da Massimiliano I.
Lo Stato più importante della regione era il Ducato di Baviera (successivamente trasformato in Elettorato di Baviera), dal momento che gli Stati dell'Alto Palatinato, il Principato arcivescovile di Salisburgo e la città imperiale di Ratisbona avevano un'importanza secondaria. Aveva una propria Dieta regionale i cui direttori erano, alternativamente, l'elettore di Baviera e l'arcivescovo di Salisburgo, con la sede della cancelleria a Ratisbona, ove risiedeva anche la Dieta dell'impero. Gli stati imperiali, partecipanti cioè al voto del Reichstag erano suddivisi in un banco ecclesiastico che raggruppava tutti i principi ecclesiastici ed in un banco secolare, rappresentato principalmente dall'elettorato bavarese e dalle sue dipendenze. Gli stati imperiali aventi diritto di voto al Reichstag verso la metà del XVIII secolo erano: 1 elettorato, 1 arcivescovato, 3 vescovati, 4 abbazie imperiali, 4 principati, 1 contea, 1 città libera dell'Impero. Confinava con la Boemia e i circoli imperiali di Austria, Svevia e Franconia. 
L’intero circolo fu unificato nel Regno di Baviera da Napoleone.

## Composizione
La provincia era composta dai seguenti stati:
| Stemma | Nome                      | Tipologia                                                                        | Note |
| ------ | ------------------------- | -------------------------------------------------------------------------------- | --- |
|        | Baviera                   | Ducato ed Elettorato                                                             | al ramo bavarese dei Wittelsbach, incluso l'Alto Palatinato; aveva il 2° seggio al Reichstag                                                               |
|        | Berchtesgaden             | Prevostura                                                                       | Gefürstete Propstei, aveva il 61° seggio al Reichstag |
|        | Breitenegg                | Signoria (1624) poi contea (1654)                                                | garantita a Johann Tserclaes, conte di Tilly, dall'elettore Massimiliano I di Baviera, venduta alla Baviera nel 1792.                                      |
|        | Ehrenfels                 | signoria                                                                         | annessa al Palatinato-Neuburg dal 1568 |
|        | Frisinga                  | Vescovato                                                                        | con Ismaning, Werdenfels, Burgkrain, abbazia di Sankt Pölten e Krems; aveva il 31° seggio al Reichstag                                                     |
|        | Haag                      | Contea imperiale (Wassenburg am Inn)                                             | ai duchi elettori di Baviera dal 1567 con voto nel collegio dei conti svevi                                                                                |
|        | Hohenwaldeck e Maxlrain   | Signoria poi contea della Baviera dal 1734 con voto nel collegio dei conti svevi | reggenza di Monaco |
|        | Leuchtenberg              | Langraviato                                                                      | dal 1717 al ramo dei terzogeniti degli elettori Wittelsbach di Baviera; con una estensione di 594 km² ; aveva il 72° voto nel Consiglio dei Principi laici |
|        | Lobkowitz                 | Principato                                                                       | La Contea principesca di Störnstein fu assegnata ai Lobkowitz nel 1641 con l’83º seggio al Reichstag                                                       |
|        | Niedermünster a Ratisbona | Abbazia imperiale femminile                                                      | 15ª Prelatura del Reno |
|        | Obermünster a Ratisbona   | Abbazia imperiale femminile                                                      | 16ª Prelatura del Reno |
|        | Ortenburg                 | Contea                                                                           | dai 1573 aveva il 24° voto collegiale fra i conti della Wetterau                                                                                           |
|        | Palatinato-Neuburg        | Ducato                                                                           | ai Wittelsbach palatini col 10º seggio al Reichstag |
|        | Palatinato-Sulzbach       | Ducato                                                                           | linea cadetta dei Wittelsbach-Neuburg; nel 1744 eredita il Palatinato e nel 1777 la Baviera                                                                |
|        | Passavia                  | Vescovato                                                                        | cede gran parte della propria sovranità all'Austria (1794); aveva il 35° voto nel banco ecclesiastico del Collegio dei Principi                            |
|        | Ratisbona                 | Vescovato                                                                        | 33º seggio al Reichstag e ha la signoria di Donaustauf |
|        | Ratisbona                 | Città imperiale                                                                  | 1ª Città sveva e sede della Dieta permanente dell'impero dal 1664                                                                                          |
|        | Salisburgo                | Arcivescovato                                                                    | primate di Germania, 5º seggio al Reichstag, signoria su Altötting                                                                                         |
|        | San Emmeram a Ratisbona   | Abbazia imperiale                                                                | 9ª Prelatura del Reno |
|        | Sulzbürg-Pyrbaum          | Signoria dei conti von Wolfstein                                                 | annessa dalla Baviera nel 1740 |